# Bertha Frederich
Bertha Frederich, Pseudonym Golo Raimund und Georg Dannenberg; geborene Wilhelmine Agnes Bertha Heyn (geboren 10. Oktober oder 11. Oktober 1823 in Hannover; gestorben 5. Oktober 1882 in Koblenz) war eine deutsche Schriftstellerin.

## Leben

### Familie
Bertha Frederich entstammte einer alteingesessenen hannoverschen Kaufmannsfamilie, die durch eines der Familienmitglieder, den aus Hannover stammenden Spediteur Anton Heinrich Heyn, beispielsweise in Lüneburg „eine der hervorragensten Erscheinungen im Lüneburger Wirtschaftsleben des 19. Jahrhunderts“ darstellte.
Berthas Vater war der weithin bekannte Spediteur Johann Ludwig Heyn, ihre Mutter Wilhelmine Dorothea Jänecke.
Bertha war die Schwester von Wilhelm August Heyn (gestorben 12. Januar 1879 in Rio de Janeiro).

### Werdegang
Bertha Frederich erhielt durch Unterstützung ihres Vaters eine „sorgfältige Erziehung“.
1847 heiratete sie ihren Vetter, Eduard Frederich. Um sich von den beengten hannoverschen Verhältnissen zu befreien und um unabhängig von der Familie eine eigenständige Existenz aufzubauen, zog das Paar nach Antwerpen und Lüttich, von wo es Reisen nach Paris, Gent und Brüssel unternahm.
Angetrieben von Geldsorgen kehrte Frederich mit ihrem Mann Anfang der 1850er Jahre nach Hannover zurück, wo ihr Mann 1854 durch König Georg V. zum Hofmaler ernannt wurde.
Aufgrund politischer Differenzen mit dem König gab Frederich seine Stellung als Hofmaler wieder auf und gründete mit dem Verleger Carl Rümpler die Zeitung Hannöverscher Courier. Bertha Frederich unterstützte ihren Mann dabei und veröffentlichte, vor allem hinter ihrem Pseudonym Georg Dannenberg, zunächst in dem Blatt und dann rund 25 Jahre lang ihre Erzählungen, Novellen und Romane.
Als ihr Mann 1864 starb, zog sich Bertha Frederich aus der Öffentlichkeit zurück und widmete sich vollständig ihren drei Kindern, einem Sohn und zwei Töchtern. Mit dem Tod ihres einzigen Sohnes im Jahr 1872 begannen Frederichs Depressionen und Migräne.
Sie gab 1873 ihren Wohnsitz in Hannover auf und lebte abwechselnd bei ihren Töchtern in Wesel und Koblenz.
Als sie 1879 mit dem Tod einer Tochter ein weiteres Kind verlor, erholte sich Frederich nicht mehr von ihren Krankheiten. 1882 erlag sie in Koblenz im Alter von 59 Jahren einem Hirnschlag.

## Werke
- Novellen. 11 Bände.  1857–59. Inhalt: Zwei Bräute; Gebrüder Spalding; Aus dem Bauernleben; Der Taufschein; Der Familienschmuc; Ein deutsches Weib; Bürgerlich Blut; Ein hartes Herz; Liebesfreud und Liebesleid; Kein Vertrauen. Rümpler, Hannover 1857–1859.[8]
- Zwei Bräute. Rümpler, Hannover 1857. (Digitalisat)
- Gebrüder Spalding. Roman. Rümpler, Hannover 1867. (Digitalisat)
- Ein Familienschmuck. Novelle. Rümpler, Hannover 1958. (Digitalisat)
- Bürgerlich Blut. Roman. 2 Bände. Rümpler, Hannover 1859. (Digitalisat)
- Ein deutsches Weib. Erzählung. Rümpler Hannover 1859. (Digitalisat)
- Ein hartes Herz. Rümpler, Hannover 1860 (Digitalisat)
- Durch zwei Menschenalter. Novelle. 3 Bände. Rümpler, Hannover 1863. (Digitalisat Band 1), (Band 2), (Band 3)
- Schloß Elkrath. Roman. 3 Bände. Rümpler, Hannover 1866. (Digitalisat)
- Zweimal vermählt. Roman. 3 Bände. Rümpler, Hannover 1868.
- Verwaist. Roman. 3 Bände. Janke, Berlin 1876.
- Mein ist die Rache. Roman. 3 Bände. Janke, Berlin 1878.
- Ein neues Geschlecht. Roman. Janke, Berlin 1879. (Digitalisat)
- Gesucht und gefunden. Erzählung. Janke, Berlin 1880.
- Bauernleben. Erzählung. Janke, Berlin 1880.
- Von Hand zu Hand. Roman. 3 Bände. Janke, Berlin 1882.